# Zaton (Czarnogóra)
Zaton (cyr. Затон) – wieś w Czarnogórze, w gminie Bijelo Polje. W 2011 roku liczyła 992 mieszkańców.